# Water
Water (hindsky: वाटर) je kanadský film nominovaný na Cenu filmové akademie za rok 2005. Jeho autorkou a zároveň režisérkou je Deepa Mehta, scénář napsal Anurag Kashyap. Kanadskou premiéru měl film v roce 2005, v USA v roce 2006.
Jde o třetí díl trilogie – předcházela mu díla Fire (1996) a Earth (1998). Spisovatel Bapsi Sidhwa napsal podle filmu v roce 2006 novelu, která byla vydána nakladatelstvím Milkweed Press. Film měl premiéru v roce 2005 v Torontu na Mezinárodním filmovém festivalu. Hudbu k filmu složil A. R. Rahman. Text pisní napsal Sukhwinder Singh.

## Děj
Děj je zasazen do roku 1938 a popisuje život indických vdov.
V této době bylo běžné, aby byly malé dívky provdávány za mnohem starší muže. Podobný osud byl připraven i pro Chuliyu (v překladu znamenající malá myška). Té umírá manžel a ona je v osmi letech poslána do ášramu - domu pro hinduistické vdovy. Než je tam přijata, musí však vyměnit své původní barevné šaty za bílé, odložit své šperky (náramky) a oholit si dlouhé vlasy.

## Herecké obsazení
Ve filmu v hlavních rolích hrají Seema Biswas (Shakuntala), Lisa Ray (Kalyani), John Abraham (Narayan) a Sarala Kariyawasam (Chuliya). Ve vedlejších rolích pak Kulbhushan Kharbanda (Sadananda), Waheeda Rehman, Raghuvir Yadav a Vinay Pathak.